# Бань-цзеюй
Бань-цзеюй — одна из первых известных поэтесс в китайской истории и наложница императора Чэн-ди. Примерные даты жизни — середина I в. до н. э. Полное имя этой женщины неизвестно (цзеюй — титул, который присваивался всем наложницам императорского гарема, Бань — знатный древнекитайский клан, к которому эта женщина принадлежала по своему рождению).
В разделе древнекитайском источнике «Ханьшу» — «Книге [об эпохе] Хань» — в разделе «Вай ци» говорится, что Бань-цзеюй отличалась не только выдающимися литературными способностями и хорошей образованностью, но и редкой красотой. Поэтому на какое-то время ей удалось стать наложницей-фавориткой. После появления у императора новой фаворитки, Чжао Фэйянь, положение поэтессы при дворе резко ухудшилось. Чжао Фэйянь активно интриговала против своей соперницы, в частности публично обвинила её в колдовстве. Хотя в итоге эти обвинения были сняты, Бань-цзеюй, понимая, что в следующий раз дело против неё может быть сфабриковано намного качественнее, предпочла отпроситься из дворца. Все оставшиеся годы своей жизни она провела в резиденции Чансиньгун (Дворец Вечной верности). Там, вдалеке от двора, она ухаживала за вдовствующей императрицей.
До наших дней дошло только одно стихотворение этой поэтессы. Это «Юань гэ син» («Песня о моей обиде»). Оно содержит десять строк и написано строгим пятисловным (по 5 иероглифов в строке) размером. Женщина в нём аллегорически представлена в образе красивого веера, которым мужчина пользуется только до какого-то времени, а потом выбрасывает за ненужностью.
Это стихотворение включено в такие авторитетные в Китае антологии поэзии, как «Вэнь сюань» и «Юй тай синь юн». В прославленном китайском трактате о поэзии «Ши пинь» Бань-цзеюй получила наивысшую оценку. «Песня о моей обиде» не только стала образцом для многочисленных подражаний, но и оказала заметное влияние на дальнейшее развитие жанра любовной лирики в поэзии Древнего Китая. Судьба самой поэтессы тоже стала весьма популярным сюжетом в китайской культуре, в которой имя Бань-цзеюй превратилось в символ недолговечности любовного счастья и горькой доли женщины, которая стала не нужна своему возлюбленному.